# Тышковичи
Ты́шко́вичи (бел. Ты́шкавічы, бел. Тышко́вічы) — агрогородок в составе Мотольского сельсовета Ивановского района Брестской области Белоруссии. На левом берегу реки Ясельда.

## Этимология
Топоним «Тышкевичи», который В. А. Жучкевич приводит в качестве названия деревни, является образованием от фамилии «Тышкевич».

## Географическое положение
Тышковичи расположены в 28 км на северо-запад от Иваново и в 30 км от ж/д станции Янов-Полесский.

## История

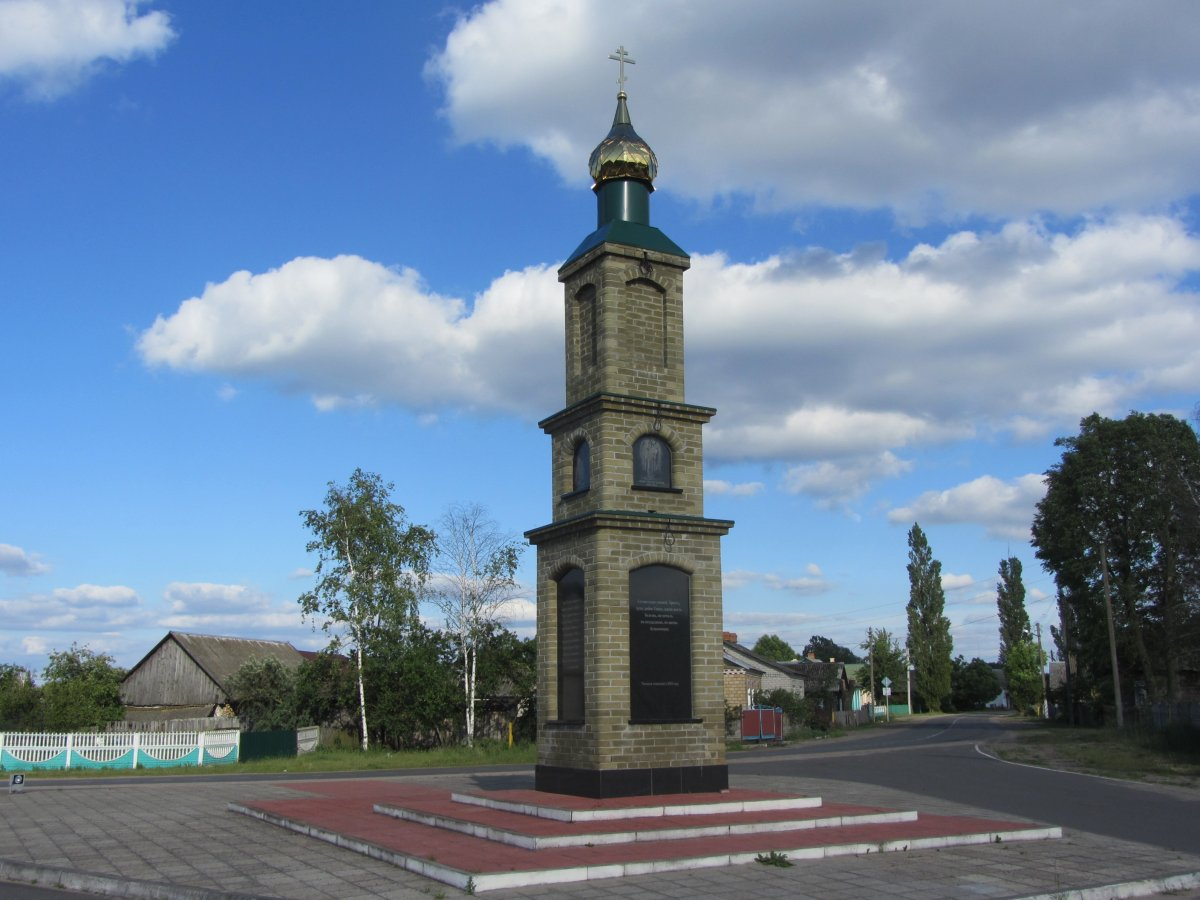
Памятник на площади

Свидетельством заселения этих мест с глубокой древности служат археологические стоянки. Стоянки были обнаружены в 1962 году, исследованы в 1971 году и обследованы в 1986 году В. Ф. Исаенко. Стоянка-1 с частично разрушенным культурным слоем находится к востоку от деревни, на восточном берегу озера Мульное. Её длина составляет 250 метров, а высота над уровнем озера 4 метра. Кроме наконечников стрел и пластинчатых ножей были найдены обломки керамики, относящиеся к нёманской культуре. Стоянка-2 длиной более 200 метров находится на юго-восточном берегу озера Мульное. Кремнёвые орудия труда и обломки горшков свидетельствуют о принадлежности к неолиту и бронзовому веку. Стоянка-6, находящаяся в 2,5 км к северо-западу от агрогородка, на террасе реки Ясельда, была обнаружена и исследована в 1986 году В. Ф. Исаенко, а обследование провела уже Е. Г. Калечиц в 1988 году. В число находок вошли около 600 кремнёвых орудий труда, несколько изделий из кости и рога, обломки лепных остродонных сосудов. Относится к неолиту.
В письменных источниках Тышковичи впервые упоминаются под 1520 годом. Когда была принята «Устава на волоки», они являлись деревней в Пинском повете Трокского воеводства Великого княжества Литовского и принадлежали шляхтичам. Оказавшись с 1785 года в составе Российской империи, с 1801 года Тышковичи находились в Кобринском уезде Гродненской губернии. Документы 1833 года упоминают их как фольварк. По данным на 1866 год, это уже деревня в Дружиловичской волости. В 1905 году Тышковичи упоминаются как деревня в Мотольской волости.

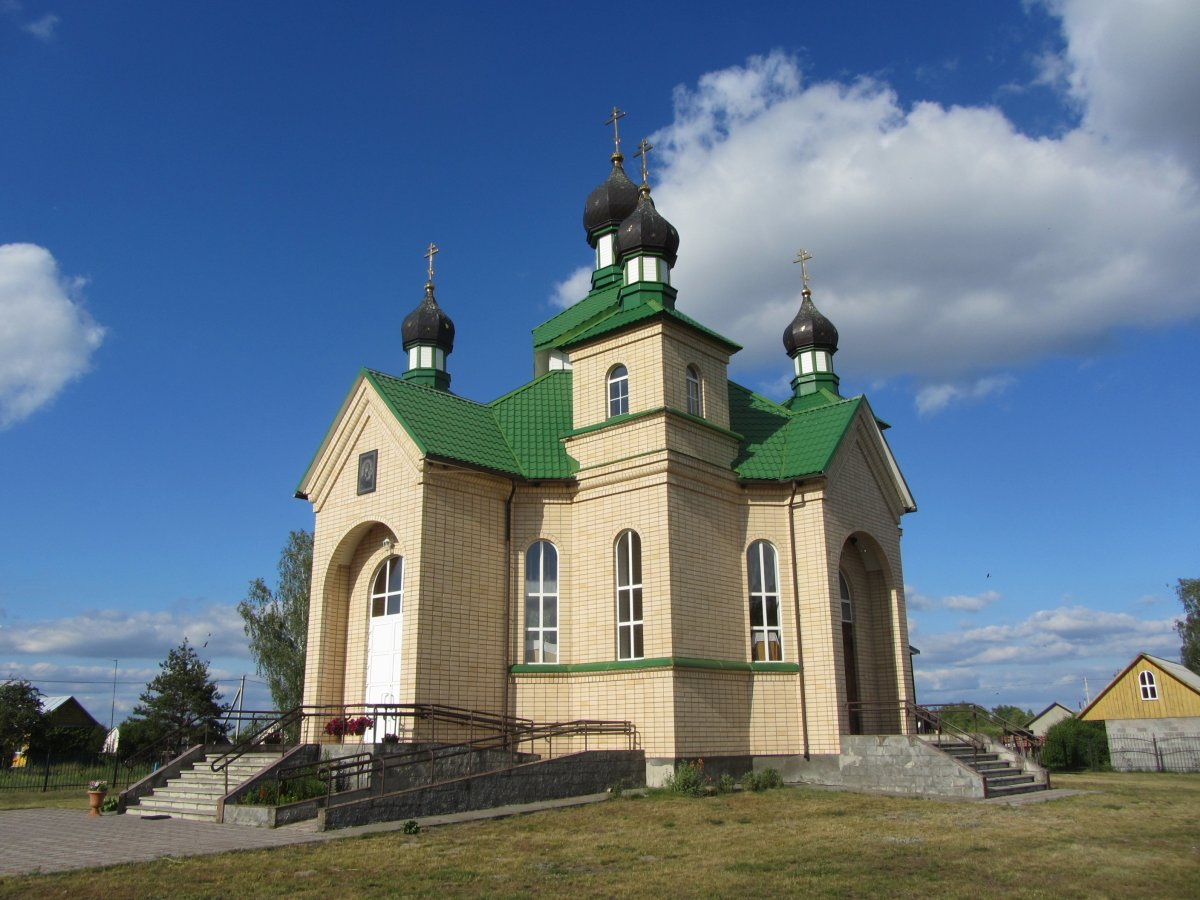
Церковь в честь Казанского образа Божьей Матери

С 1915 по 1918 год Тышковичи подверглись оккупации германскими войсками, с 1919 года — польскими. В состав Польши они вошли в 1921 году. По данным 1924 года, Тышковичи относились к Мотольской гмине Дрогичинского повета Полесского воеводства. В деревне было 180 зданий, в частности школа, в которой в 1934 году училось 275 человек.
В 1939 году Тышковичи вошли в состав БССР. По состоянию на 1940 год, они являлись центром Тышковичского сельсовета Ивановского района Пинской области. В Тышковичском сельсовете, на то время занимавшем площадь 3079 гектаров, числился только один населённый пункт. В то время в деревне работали начальная русская школа и кооперативный торговый пункт. Поблизости от деревни были обнаружены залежи торфа.
Во время Великой Отечественной войны Тышковичи подверглись немецко-фашистской оккупации, во время которой погибло 38 мирных жителей и 5 партизан. На фронтах во время Второй мировой войны погибли 56 жителей.
С 8 января 1954 года Тышковичи находились в Брестской области. После того как Тышковичский сельсовет был упразднён, 9 марта 1959 года состоялось присоединение его территории к Молодовскому сельсовету. В 1962—1965 годах деревня относилась к Дрогичинскому району. В 1961 году школа в Тышковичах, ставшая из начальной семилетней в 1949 году, насчитывала 256 учеников. Были введены отдельные классы вечерней школы сельской молодёжи.

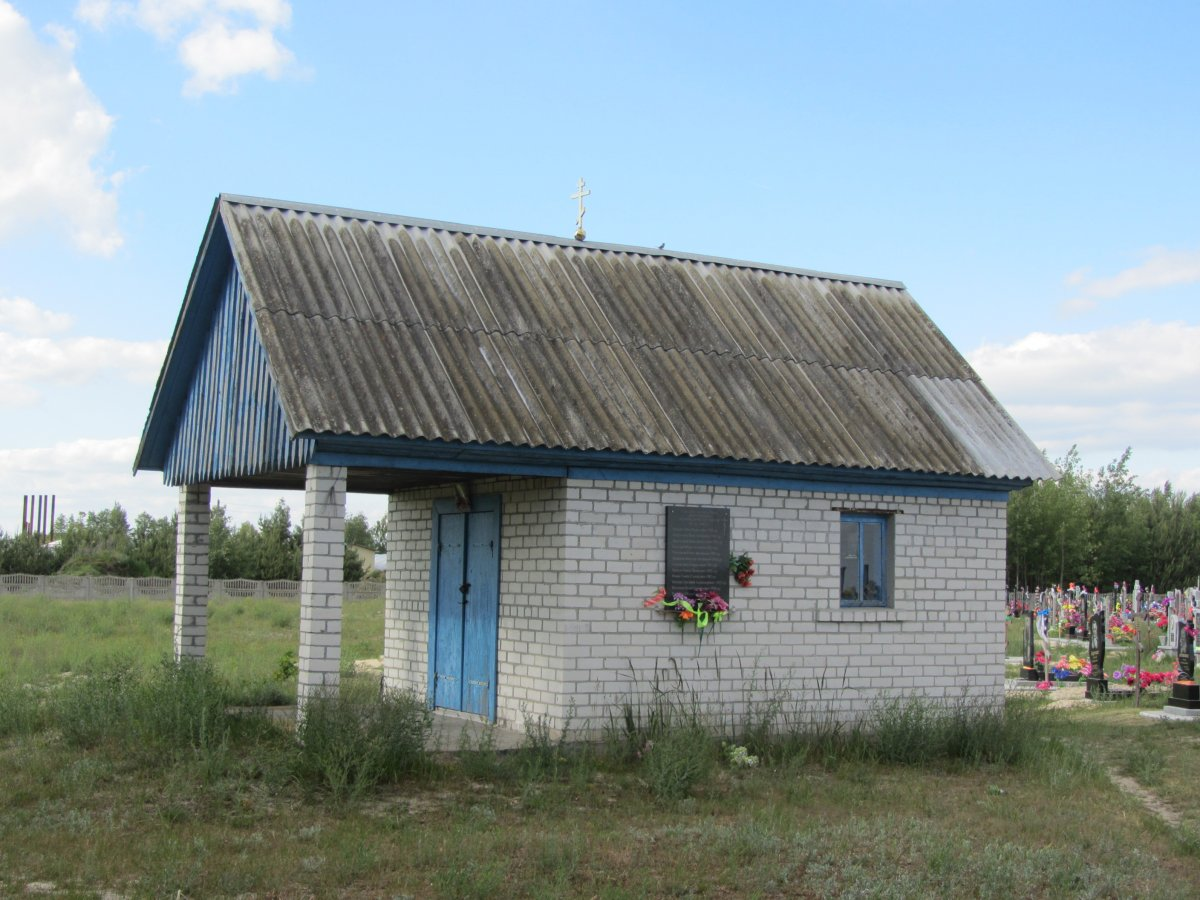
Часовня

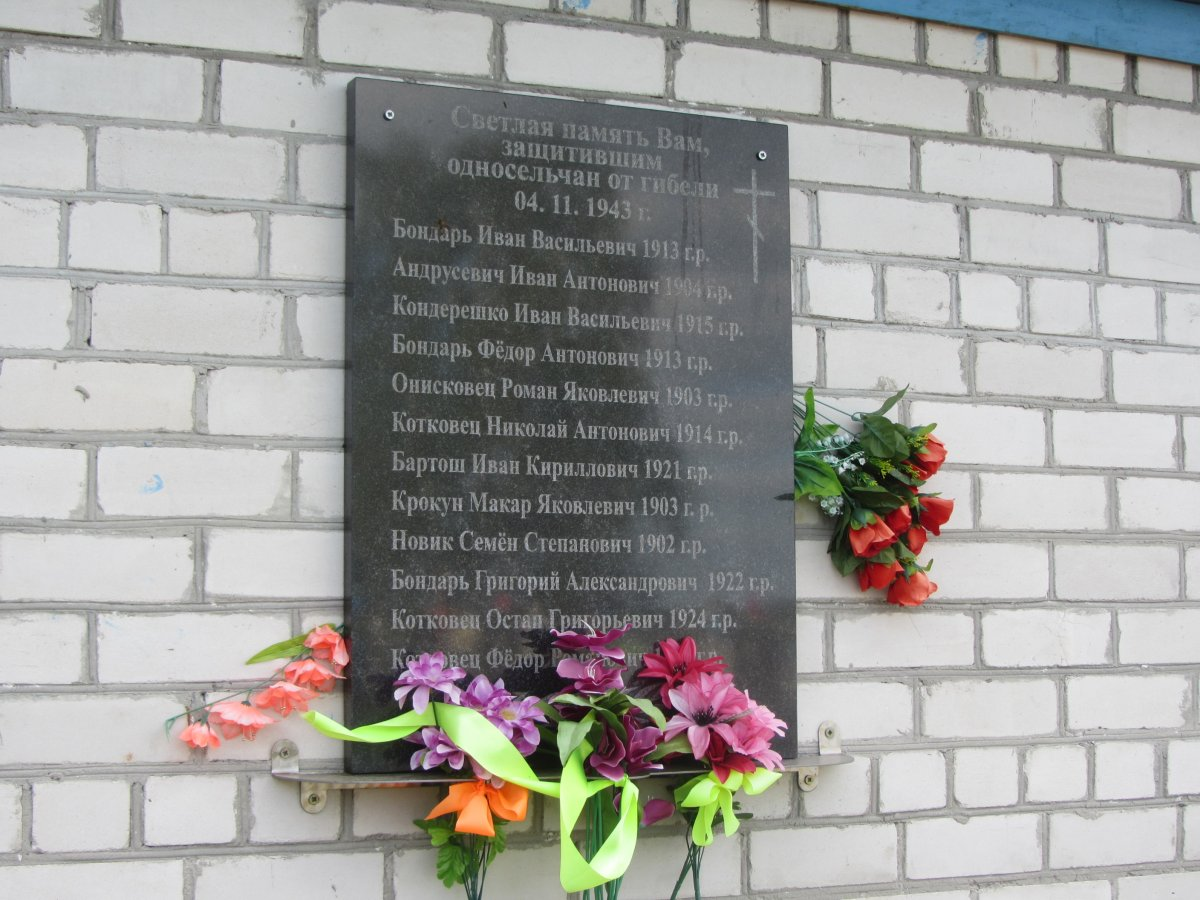
Памятная табличка на здании часовни

Местом труда жителей Тышкович с 29 декабря 1949 года был колхоз имени Свердлова. 4 февраля 1958 года последовало его присоединение к колхозу имени Сталина, центр которого находился в деревне Молодово. С 31 мая 1961 года деревня стала относиться к колхозу «XX партсъезд» (центр хозяйства), который стал основой для создания 29 августа 1987 года совхоза имени И. А. Поливко. С 2003 года числиться в угодьях СПК «Агро-Мотоль». В Тышковичах действуют средняя школа, детский сад, библиотека, амбулатория и отделение связи, Дом культуры и магазины.
В 1974 году в деревне был поставлен обелиск в память о жителях, погибших на фронтах во время Второй мировой войны.
В 2010 году деревня Тышковичи преобразована в агрогородок.

## Население
- 1905 год — 652 человека[4]
- 1924 год — 1019 человек[4]
- 1940 год — 1456 человек, 255 хозяйств[4]
- 1959 год — 1612 человек[4]
- 1979 год — 1698 человек[4]
- 2005 год — 1425 человек, 553 хозяйства[4]
- 2019 год — 1068 человек[1]

## Культура
- Дом культуры

## Достопримечательность
- Церковь в честь Казанского образа Божьей Матери
- Часовня на кладбище
- Памятник на площади

### Памятник, скульптура
- Памятная табличка на здании часовни

## Комментарии
1. ↑  В. А. Жучкевич приводит в качестве названия Тышкевичи. См.: Жучкевич В. А. Краткий топонимический словарь Белоруссии. — Минск: Изд. БГУ, 1974. — С. 381. — 448 с.
2. ↑  Название и ударение даны по: Назвы населеных пунктаў Рэспублікі Беларусь : Брэсцкая вобласць: нарматыўны даведнік / І. А. Гапоненка і інш.; пад рэд. В. П. Лемцюговай. — Минск: Тэхналогія, 2010. — С. 144. — 318 с. — ISBN 978-985-458-198-9..
3. ↑  Иногда приводится число 57. См.: Свод памятников истории и культуры Белоруссии. Брестская область. — Минск: БелСЭ, 1990. — С. 199. — 424 с. — 25 000 экз. — ISBN 5-85700-017-3.